# 野村豊弘
野村 豊弘（のむら とよひろ、1943年 - ）は、日本の法学者。専門は民法。学位は、法学博士（東京大学・課程博士〈甲博士〉・1974年）。学習院大学法学部教授。東京都生まれ。

## 経歴

### 学歴
- 1962年3月 東京都立日比谷高等学校卒業
- 1966年3月 東京大学法学部第一類卒業
- 1966年4月 東京大学大学院法学政治学研究科修士課程入学（民刑事法専攻）
- 1968年3月 東京大学大学院法学政治学研究科修士課程修了（法学修士）
- 1968年4月 東京大学大学院法学政治学研究科博士課程入学
- 1971年3月 東京大学大学院法学政治学研究科博士課程退学
- 1974年3月 東京大学大学院法学政治学研究科博士課程修了（法学博士）、このころフランス政府給費留学生として、ストラスブール大学大学院に2年間留学[1]

### 職歴
- 1971年4月-1974年3月 学習院大学法学部専任講師
- 1974年4月-1979年3月 学習院大学助教授
- 1979年4月-2004年3月 学習院大学教授
- 1991年4月-1995年3月 学習院大学教務部長
- 1995年4月-1997年3月 学習院大学法学部長
- 1998年4月- 学習院常務理事
- 2004年4月-2008年3月 学習院大学大学院法務研究科教授
- 2008年4月-2014年3月 学習院大学法学部教授[2]
- 2014年4月- 虎ノ門南法律事務所客員弁護士

## 社会的活動
- 1999年4月 - 日本エネルギー法研究所理事、2011年4月より所長を兼務[3]
- 2001年1月 - 文化審議会委員、著作権分科会長
- 2008年1月 - 法制審議会委員
- 2001年11月 - 法とコンピュータ学会理事長
- 2006年6月 - 著作権法学会会長
- 2007年4-9月 内閣府国民生活センターの在り方等に関する検討会座長。検討会最終報告では同センターの大幅な機能縮小が提言された[4]。
- 2008年6月 - ソフトウェア情報センター理事長
- 2008年11月 - 日本〈家族と法〉学会理事長
- 2008年11月 - 産業構造審議会臨時委員、情報経済部会・ルール整備小委員会[2]
- 2011年4月11日- 原子力損害賠償紛争審査会委員[5]

その他、現在、日本私法学会理事、比較法学会理事、環境法学会理事、日仏法学会理事、国際著作権法学会（ALAI、本部パリ）日本支部理事、国際原子力法学会（INLA、本部ブリュッセル）理事等を務めている。
- 2021年12月 - 文化庁長官表彰[6]。
- 2022年4月 - 瑞宝中綬章受章[7][8]。

## 研究・著作
- 博士論文「意思表示の錯誤：フランス法を参考にした要件論」法学博士（東京大学・1974年3月15日）（学位授与番号：甲第3243号）
- 共著『不動産法大系　第3巻』青林書院新社、改訂版、1975年
- 『民法１　序論・民法総則』有斐閣、第3版、2013年(初版：2002年)
- 『民法2　物権』有斐閣、第2版、2009年(初版：2004年)
- 『民法3　債権総論』有斐閣、2025年